# João Manuel Ribeiro
João Manuel Ribeiro (Oliveira de Azeméis, 1968) é um poeta e escritor português.

## Biografia
É doutor em Ciências da Educação, pela Faculdade de Psicologia e de Ciências da Educação da Universidade de Coimbra, com dissertação sobre A Poesia na Escola – Resposta ao texto poético e organização do ensino, e mestre em Supervisão Pedagógica e Formação de Formadores, pela mesma Faculdade, além de Master em Libros y Literatura Infantil y Juvenil pela Universitat Autònoma de Barcelona. Também é Mestre e licenciado em Teologia, pela Universidade Católica do Porto.
Publicou mais de três de dezenas de títulos de Literatura infanto-juvenil, repartidos entre narrativa e poesia. Tem acompanhando o processo de escrita com um trabalho de dinamização da literatura em Escolas Básicas do 1.º Ciclo e colégios. Três deles resultaram de escrita colaborativa com alunos: Raras Aves Raras (2010), Quem do Alto Olhar (2011), Viagem às Viagens (2011).    